# Эристов, Игорь Леонидович
Игорь Леонидович Эристов (28.10.1912, Санкт-Петербург — 03.01.1996, Москва) — советский инженер, специалист в области радиотехники, лауреат Государственной премии СССР.
Окончил ЛЭТИ (1936).
- 1930—1941 техник, инженер, начальник лаборатории на заводе № 208
- 1941—1943 директор эвакуированного в Саранск завода № 618 НКЭП
- 1943—1945 директор завода № 498, Москва
- 1945—1954 главный инженер ГУ кинофикации Министерства культуры СССР.

С 1954 г. работал на заводе п/я 31 (Лианозовский электромеханический завод): главный инженер СКБ, главный инженер завода, в 1955—1978 начальник ОКБ.
Руководил разработкой новых видов военной техники.
Государственная премия СССР (1978) — за разработку, создание, серийное производство РЛС управления воздушным движением самолётов на трассах гражданской авиации и внедрение их в эксплуатацию в СССР и за рубежом.
Награждён орденами «Знак Почёта» (1944), Трудового Красного Знамени (1956), Октябрьской революции (1972), медалями. Почётный радист СССР.